# Finland op het Eurovisiesongfestival 2014

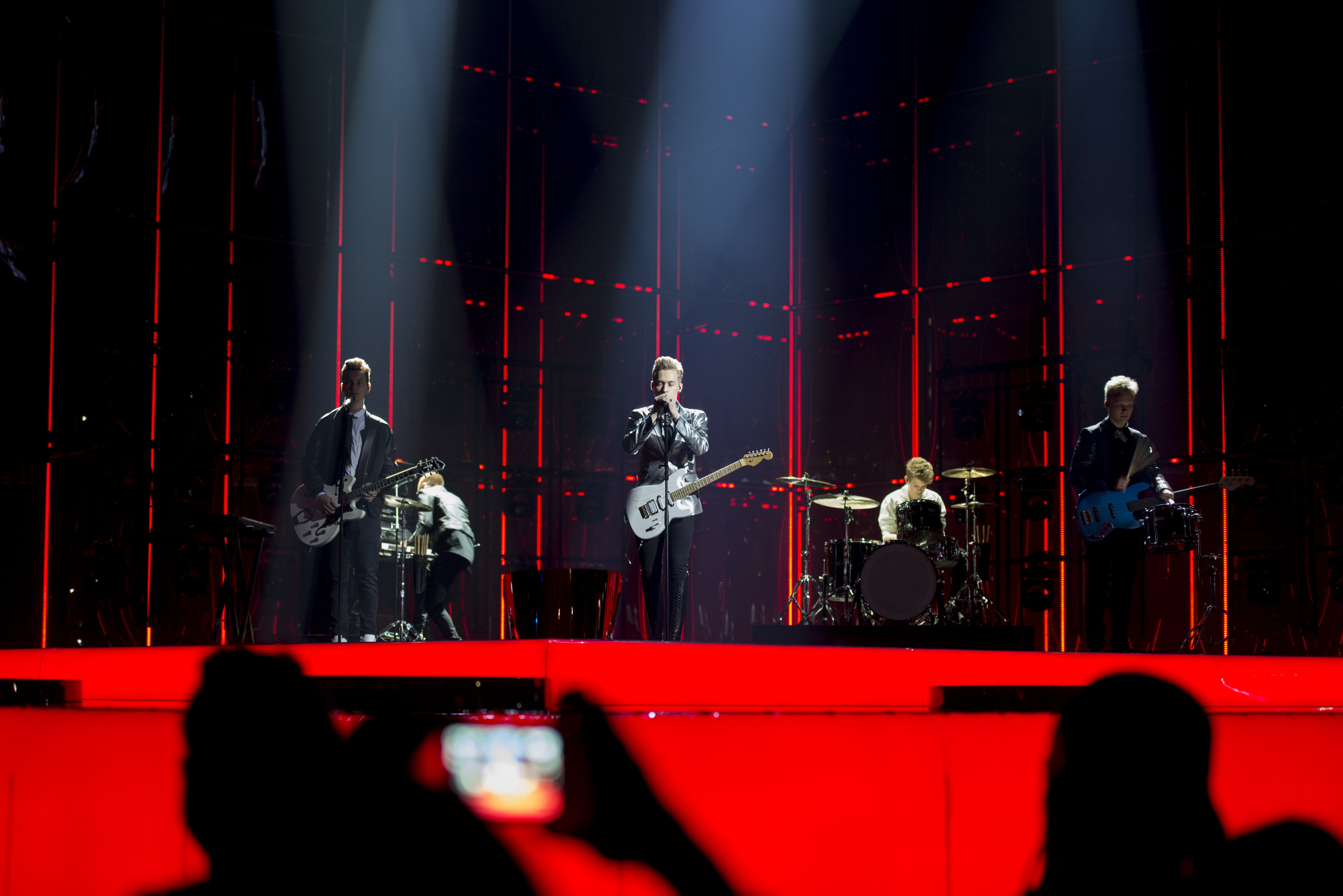
Softengine eindigde namens Finland op de elfde plek in Kopenhagen

Finland nam deel aan het Eurovisiesongfestival 2014 in Kopenhagen, Denemarken. Het was de 48ste deelname van het land op het Eurovisiesongfestival. Yle was verantwoordelijk voor de Finse bijdrage voor de editie van 2014.

## Selectieprocedure
Uuden Musiikin Kilpailu deed in 2014 voor de derde maal dienst als nationale preselectie voor het Eurovisiesongfestival. Geïnteresseerden kregen van 10 juli tot en met 16 september 2013 de tijd om hun kandidatuur in te zenden. Elke artiest kon slechts één lied inzenden, componisten konden er meerdere opsturen. Zowel bij de componisten als bij de artiesten moest minstens één Fins staatsburger zitten. In totaal ontving Yle 420 inzendingen, 40 minder dan het jaar voordien.
In de periode rond de jaarwisseling werden drie introductieshows uitgezonden op de nationale televisie, waarin de kandidaten zichzelf voorstelden. Vervolgens vonden twee voorrondes plaats, met telkens zes kandidaten. De winnaar van elke voorronde mocht rechtstreeks naar de finale, terwijl de nummers twee tot en met vijf verdergingen naar de halve finale. Voor de laatste in elke voorronde zat het avontuur er onherroepelijk op. Uit de halve finale kwalificeerden zes van de acht acts zich voor de finale. Die nationale finale vond op zaterdag 1 februari 2014 plaats in de Barona Areena in Espoo. Presentatoren van dienst waren net als in 2013 Anne Lainto en Ile Uusivuori. Uiteindelijk ging Softengine met de eindoverwinning aan de haal. Met Something better mocht de band aldus Finland vertegenwoordigen op het Eurovisiesongfestival 2014 in Kopenhagen.

## Uuden Musiikin Kilpailu 2014

### Eerste voorronde
11 januari 2014
| Volgorde | Artiest           | Lied                  |
| -------- | ----------------- | --------------------- |
| 1        | MIAU              | God/drug              |
| 2        | Dennis Fagerström | My little honey bee   |
| 3        | Lili Lambert      | Let me take you there |
| 4        | Hukka & Mama      | Selja                 |
| 5        | Softengine        | Something better      |
| 6        | Jasmin Michaela   | Kertakäyttösydän      |

### Tweede voorronde
18 januari 2014
| Volgorde | Artiest                      | Lied             |
| -------- | ---------------------------- | ---------------- |
| 1        | MAKEA                        | Painovoima       |
| 2        | Hanna Sky                    | Hope             |
| 3        | Lauri Mikkola                | Going down       |
| 4        | Clarissa feat. Josh Standing | Top of the world |
| 5        | MadCraft                     | Shining bright   |
| 6        | Mikko Pohjola                | Sängyn reunalla  |

### Halve finale
24 januari 2014
| Volgorde | Artiest                      | Lied                |
| -------- | ---------------------------- | ------------------- |
| 1        | MadCraft                     | Shining bright      |
| 2        | Hukka & Mama                 | Selja               |
| 3        | Lauri Mikkola                | Going down          |
| 4        | Jasmin Michaela              | Kertakäyttösydän    |
| 5        | Dennis Fagerström            | My little honey bee |
| 6        | MIAU                         | God/drug            |
| 7        | Mikko Pohjola                | Sängyn reunalla     |
| 8        | Clarissa feat. Josh Standing | Top of the world    |

### Finale
1 februari 2014
| Volgorde | Artiest                      | Lied             |
| -------- | ---------------------------- | ---------------- |
| 1        | Softengine                   | Something better |
| 2        | Hanna Sky                    | Hope             |
| 3        | MIAU                         | God/drug         |
| 4        | Hukka & Mama                 | Selja            |
| 5        | Lauri Mikkola                | Going down       |
| 6        | Clarissa feat. Josh Standing | Top of the world |
| 7        | MadCraft                     | Shining bright   |
| 8        | Mikko Pohjola                | Sängyn reunalla  |

## In Kopenhagen
Finland moest in Kopenhagen eerst aantreden in de tweede halve finale, op donderdag 8 mei. Softengine trad als achtste van vijftien acts aan, na Vilija Matačiūnaitė uit Litouwen en net voor Can-Linn feat. Kasey Smith uit Ierland. Bij het openen van de enveloppen bleek dat Finland zich had weten te plaatsen voor de finale. Na afloop van de finale werd duidelijk dat Softengine op de derde plaats was geëindigd in de tweede halve finale, met 97 punten. Armenië kreeg het maximum van twaalf punten van Noorwegen.
In de finale trad Softengine als achttiende van 26 acts aan, net na Tinkara Kovač uit Slovenië en gevolgd door Ruth Lorenzo uit Spanje. Aan het einde van de puntentelling stond Finland op de elfde plaats, met 72 punten. Finland kreeg het maximum van de punten van Frankrijk, Georgië en Oostenrijk. Het was de beste Finse prestatie op het Eurovisiesongfestival sedert 2006.
1961 · 1962 · 1963 · 1964 · 1965 · 1966 · 1967 · 1968 · 1969 · 1970 · 1971 · 1972 · 1973 · 1974 · 1975 · 1976 · 1977 · 1978 · 1979 · 1980 · 1981 · 1982 · 1983 · 1984 · 1985 · 1986 · 1987 · 1988 · 1989 · 1990 · 1991 · 1992 · 1993 · 1994 · 1995 · 1996 · 1997 · 1998 · 1999 · 2000 · 2001 · 2002 · 2003 · 2004 · 2005 · 2006 · 2007 · 2008 · 2009 · 2010 · 2011 · 2012 · 2013 · 2014 · 2015 · 2016 · 2017 · 2018 · 2019 · 2020 · 2021 · 2022 · 2023 · 2024 · 2025
Albanië · Armenië · Azerbeidzjan · België · Denemarken · Duitsland · Estland · Finland · Frankrijk · Georgië · Griekenland · Hongarije · Ierland · IJsland · Israël · Italië · Letland · Litouwen · Macedonië · Malta · Moldavië · Montenegro · Nederland · Noorwegen · Oekraïne · Oostenrijk · Polen · Portugal · Roemenië · Rusland · San Marino · Slovenië · Spanje · Verenigd Koninkrijk · Wit-Rusland · Zweden · Zwitserland